# Дандас, Дженнифер
Дже́ннифер Да́ндас (англ. Jennifer Dundas; 14 января 1971, Бостон, Массачусетс, США) — американская актриса.

## Биография и карьера
Дженнифер Дандас родилась 14 января 1971 года в Бостоне (штат Массачусетс, США), став единственной дочерью из четверых детей в семье. Она начала свою карьеру в детстве, дебютировав на Бродвее, телевидении и в кино в возрасте 10, 11 и 12 лет, соответственно. Выросла в городе Ньютон (Массачусетс), но часто путешествовала в связи со своей работой в детстве вместе с матерью и тремя братьями. После того, как она отправился на учёбу в Браунский университет, она продолжала строить карьеру в Нью-Йорке, которая включала в основном театральные роли, роли второго плана на телевидении и в кино.
Наиболее известна по роли Крис Парадис, дочери-лесбиянки героини Дайан Китон, в фильме «Клуб первых жён». Среди её других работ роли в фильмах «Орлы юриспруденции», «Отель „Нью-Хэмпшир“» и других. Дандас была приглашённой звездой в телесериалах «Анастасия: Загадка Анны», «Отчаянные домохозяйки» и «Закон и порядок: Преступное намерение». Она также выступала в Нью-Йоркском театре, в том числе в «Аркадии». Она выиграла премию Obie (Off-Broadway) за её роль в «Good as New» Питера Хеджеса.
С декабря 2000 года Дженнифер замужем за актёром Талмаджем Лоу.

## Избранная фильмография
| Год  |    | Русское название                      | Оригинальное название             | Роль                |
| ---- | -- | ------------------------------------- | --------------------------------- | ------------------- |
| 1984 | ф  | Отель «Нью-Хэмпшир»                   | The Hotel New Hampshire           | Лилли               |
| 1984 | ф  | Миссис Соффел                         | Mrs. Soffel                       | Маргарет Соффел     |
| 1985 | ф  | Помогите нам, небеса                  | Heaven Help Us                    | Бу                  |
| 1986 | ф  | Орлы юриспруденции                    | Legal Eagles                      | Дженнифер Логан     |
| 1986 | тф | Анастасия: Загадка Анны               | Anastasia: The Mystery of Anna    | Анастасия           |
| 1992 | ф  | Масло Лоренцо                         | Lorenzo's Oil                     | Медсестра Нэнси Джо |
| 1994 | ф  | Убийства на радио                     | Radioland Murders                 | Дейдри              |
| 1996 | ф  | Клуб первых жён                       | The First Wives Club              | Крис Парадис        |
| 2000 | с  | Справедливая Эми                      | Judging Amy                       | Кимберли Райан      |
| 2000 | с  | Закон и порядок: Специальный корпус   | Law & Order: Special Victims Unit | Джейми МакКенна     |
| 2001 | с  | Закон и порядок: Преступное намерение | Law & Order: Criminal Intent      | Дана Нолан          |
| 2002 | ф  | В чужом ряду                          | Changing Lanes                    | Мина Данн           |
| 2005 | с  | Морская полиция: Спецотдел            | NCIS                              | Линн Симонс         |
| 2006 | с  | Отчаянные домохозяйки                 | Desperate Houswives               | Ребекка Шепард      |
| 2012 | с  | Сестра Джеки                          | Nurse Jackie                      | Роберта             |
| 2017 | ф  | Секретное досье                       | The Post                          | Лиз Хилтон          |
| 2018 | мс | Призрачная башня                      | The Looming Tower                 | Мэри Джо Уайт       |